# Óriás japánkeserűfű
Az óriás japánkeserűfű (Fallopia sachalinensis) a keserűfűfélék (Polygonaceae) családjába tartozó, nagyméretű, lágy szárú, évelő növényfaj. Kelet-Ázsiában őshonos (az orosz Távol-Kelet és Japán területén), de az USA-ba és Európába is behurcolták, ahol igen sikeres inváziós faj. Az ártéri japánkeserűfűvel alkotott hibridje, a cseh japánkeserűfű (F. x bohemica). 

## Megjelenése

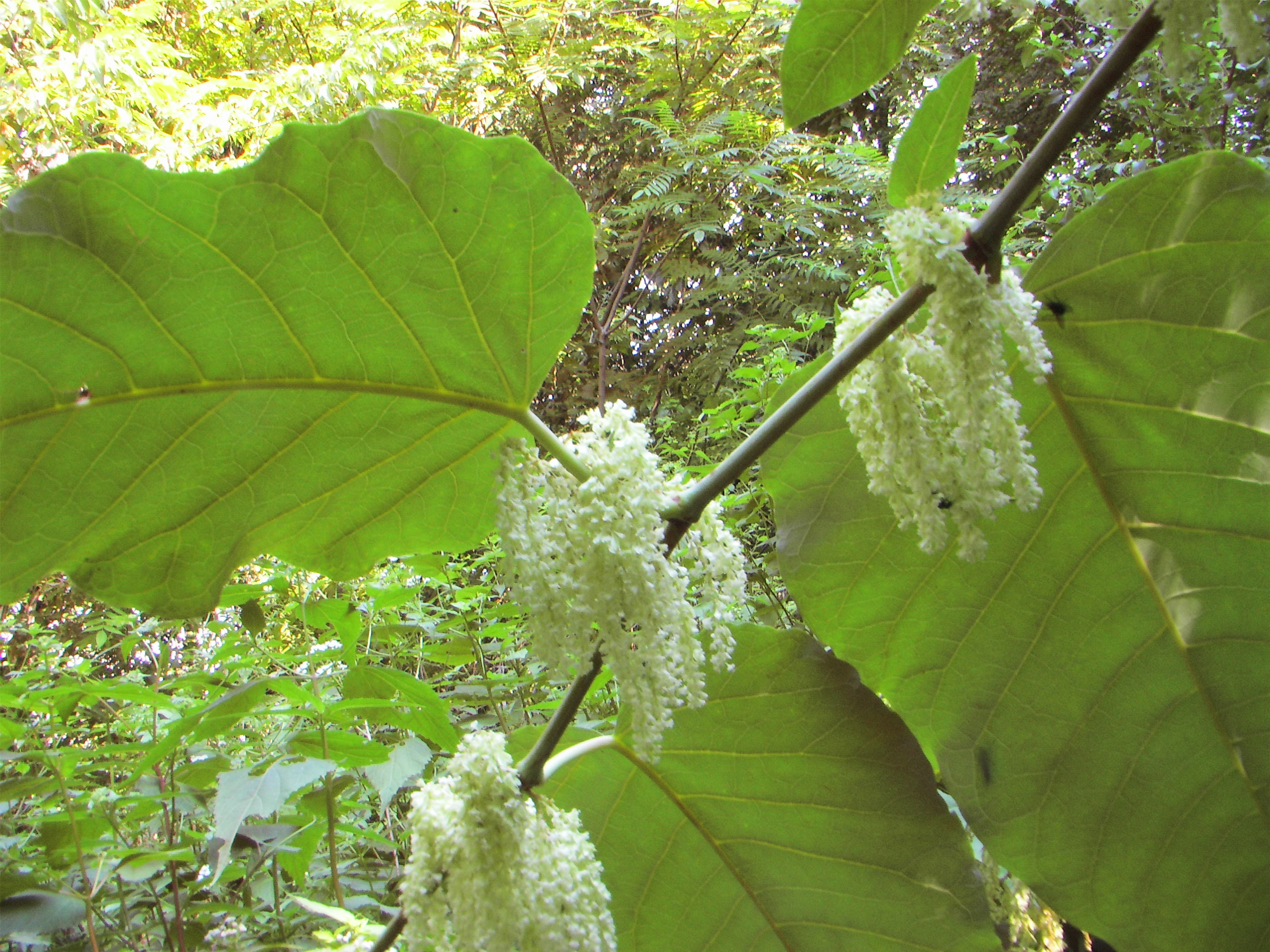
Virágzata

Az óriás japánkeserűfű általában 2-4, ritkábban akár 5 méter magasra is nőhet. Szára egyenes, sima; alsó, vastagabb részén üreges, a szártagok találkozásánál megvastagodott. A levelek télen a növényen maradhatnak; nyelük rövid, szélük ép, hullámos; alakjuk tojásdad, tövüknél szív alakú, végük kissé kihegyesedő. A levelek lágy szövetűek, fonákuk szőrös, hosszuk 15–40 cm, szélességük 10–28 cm. Gyökérzete kiterjedt rizómarendszert alkot, amelyből új növények sarjadhatnak, nagy sarjtelepeket kialakítva.
Az apró fehéres virágok tömött fürtű, maximum 10 cm hosszú bugavirágzatot alkotnak. Az egyes növényeken vagy csak nőivarú vagy nő- és hímivarú virágok nőnek. Augusztus-szeptemberben virágzik. Termése sötétbarna, fényes, háromszárnyas makkocskatermés; szeptember-októberre érnek be.
Kromoszómaszáma 2n=44.

## Elterjedése, termőhelye

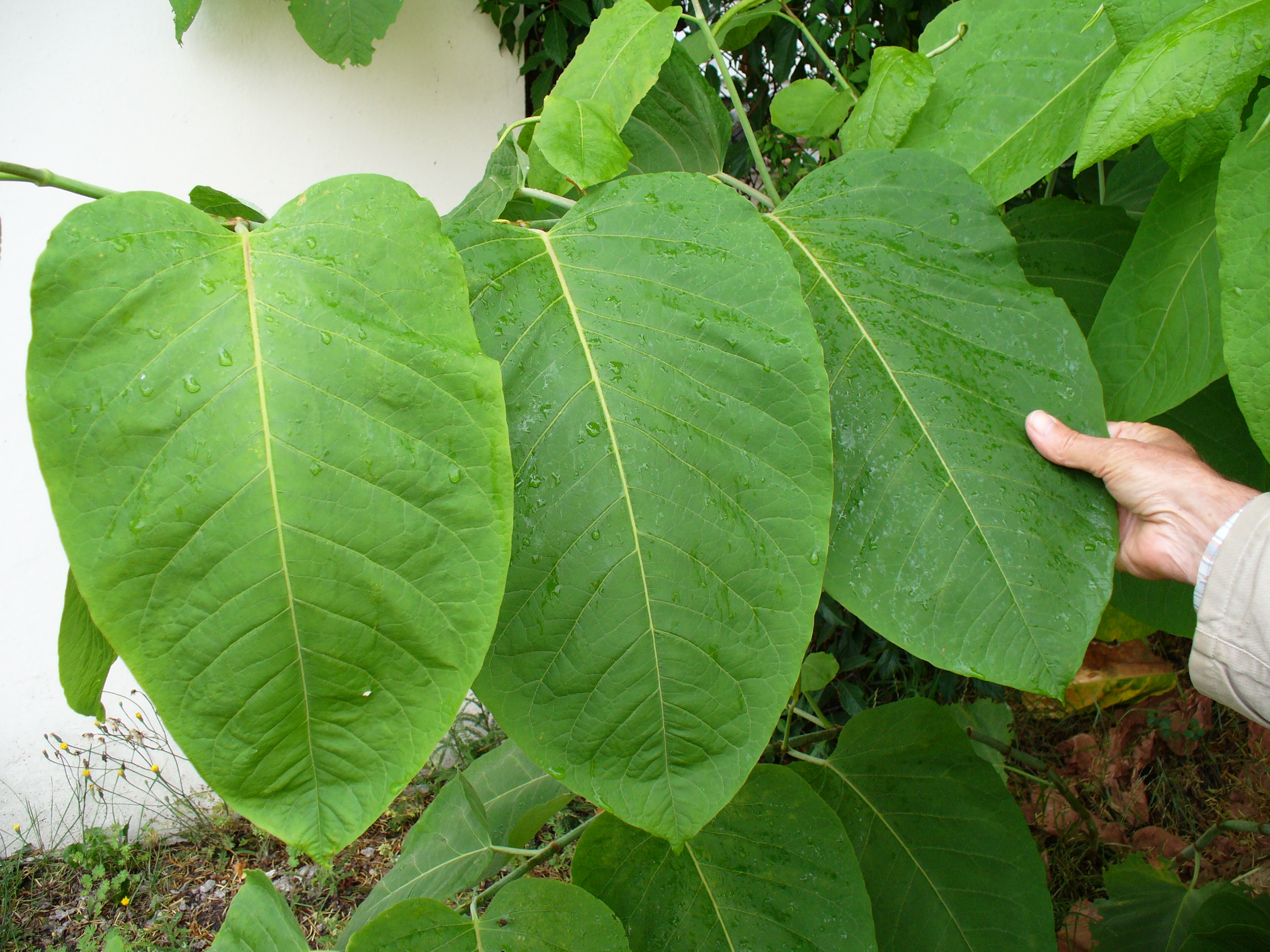
Az óriás japánkeserűfű levelei

Az óriás japánkeserűfű eredetileg Szahalinon, a Kuril-szigeteken és Japánban, Hokkaidó és Honsú szigetén honos, ahol a domb- és hegyoldalak növénye. Európába 1863-ban hozták be, a botanikus kertekben, parkokban gyakran ültették dísznövényként és mivel a szárazságot jól tűri, és szárát a szarvasmarha megeszi, termesztésével is megpróbálkoztak, de ezen alkalmazása nem vált be. Európában és Észak-Amerikában is sok helyen elvadult és helyenként nehezen kiirtható inváziós fajként viselkedik. Magyarországon az első észlelt kivadulása 1949-ben, Vácrátóton történt. A faj nálunk gyakorlatilag csak botanikus kertekben látható, de az ártéri japánkeserűfűvel alkotott hibridje, a F. x bohemica az egész országban elterjedt.  

## Gazdasági jelentősége
Európában elsősorban dísznövény. Friss hajtásai, levelei emberi fogyasztásra is alkalmasak, de szarvasmarhák, lovak takarmányozására is használható. Leveleinek kivonata bőrcserzésre alkalmazható, virága jó mézelő. Hazájában gyógynövényként is használják.  